# Standard PHP Library
Standard PHP Library (SPL) とは PHP5 で導入されたクラスライブラリである。

## 導入方法
PHP5ではデフォルトで対応しているため、インストールするための特別な手順は特に必要ない。

## 主なクラスとインタフェース
LogicException、RuntimeExceptionPHP5 で採用された例外機能を使うための基底クラスの拡張クラス。
Countableこのインタフェース を実装したクラスのインスタンスは count() 関数の引数として利用できる。